# ایمپفلینگن
ایمپفلینگن (به آلمانی: Impflingen) یک شهر در آلمان است که در زودلیشه واینشتراسه واقع شده‌است. ایمپفلینگن ۸۳۳ نفر جمعیت دارد.